# Нижня Коркина
Нижня Ко́ркина (рос. Нижняя Коркина) — присілок у складі Тугулимського міського округу Свердловської області.
Населення — 175 осіб (2010, 207 у 2002).
Національний склад станом на 2002 рік: росіяни — 96 %.